# بني عياض
قرية بني عياض هي إحدى القرى التابعة لمركز أبو كبير في محافظة الشرقية في جمهورية مصر العربية. حسب إحصاءات سنة 2006، بلغ إجمالي السكان في بني عياض 9872 نسمة، منهم 5065 رجل و4807 امرأة. ومن أعلامها الداعية عبد البديع صقر.

## التاريخ
ذكرها علي مبارك في كتابه الخطط التوفيقية، حيث ذكر أنها من قرى مديرية الشرقية بقسم العلاقمة، وأن بها مساجد ويكثر بها النخل، وجملة أراضيها 1984 فدان وأهلها 3022 نسمة، مهنتهم الزراعة.